# Aguilares (Teksas)
Aguilares je naseljeno mjesto za statističke potrebe u američkoj saveznoj državi Teksas. Prema popisu stanovništva iz 2010. u njemu je živjelo 21 stanovnika.